# 사토 아키히로 (1986년 10월)
사토 아키히로(일본어: 佐藤 晃大, 1986년 10월 22일 ~ )는 일본의 전 축구 선수이다.

## 구단 경력
그는 2009년부터 2022년까지 J리그의 도쿠시마 보르티스, 감바 오사카에서 활동하였다.